# Дженнингс, Уилбур
Уилбур Ли Дженнингс (англ. Wilbur Lee Jennings; 28 февраля 1940, Шривпорт, штат Луизиана — 11 февраля 2014, окружная тюрьма «Sacramento County Main Jail», Сакраменто, штат Калифорния) — американский серийный убийца, который совершил серию убийств девушек и женщин на территории округов Фресно и Сакраменто (штат Калифорния) в период с 1981 года по 1984 год. 20 ноября 1986 года Дженнингс был признан виновным и приговорен к смертной казни.

## Биография
Уилбур Ли Дженнингс родился в 1940 году на территории города Шривпорт, (штат Луизиана). Имел троих братьев и сестер. В 1944 году его родители развелись, после чего его мать покинула пределы штата Луизиана и переехала на территорию штата Калифорния, в то время как дети остались жить в Шривпорте с бабушкой и дедушкой по материнской линии. В 1948 году мать Дженнингса забрала детей и перевезла их в Лос-Анджелес. В 1950 году семья покинула Лос-Анджелес и переехала в небольшой город Сельма (штат Калифорния), где Уилбур Дженнингс провел детство и юность. Он посещал местную школу «Selma High School», которую окончил в 1958 году. В школьные годы Дженнингс занимался спортом и входил в школьную команду по легкой атлетике. Он  был на хорошем счету в обществе, не привлекался к уголовной ответственности за совершение правонарушений. Большинство из знакомых и друзей Уилбура того времени отзывались о нём крайне положительно. После окончания школы Дженнингс не стал продолжать образование и был вынужден заниматься низкоквалифицированным трудом. В этот период он сменил несколько профессий и начал демонстрировать патологически повышенное сексуальное влечение, вследствие чего начал проявлять девиантное поведение. Летом 1961 года Дженнингс совершил изнасилование своей соседки по имени Глэдис П., об инциденте  девушка не стала заявлять в полицию. Через несколько месяцев Дженнингс явился в дом Глэдис, где между ними произошла ссора, в ходе которой девушка направила на него пистолет, который Дженнингс смог выбить из ее рук. Свидетелем ссоры стали несколько человек, в том числе бабушка Глэдис. Через некоторое время Дженнингс снова совершил нападение на Глэдис, в ходе которого избил и изнасиловал ее. На этот раз жертва преступления заявила об этом в полицию, однако Дженнингс в то же время заявил в полицию о том, что Глэдис угрожала его убить, и назвал имена свидетелей, благодаря чему заявление девушки о совершенном нападении было подвергнуто сомнению. В конечном итоге никаких обвинений Уилбуру Дженнингсу предъявлено не было, а жертва изнасилования покинула город и сменила место жительства. В 1962 году Дженнингс заманил в свой автомобиль знакомую девушку, 14-летнюю школьницу под предлогом довезти ее до школы. Он отвез девушку на окраину города, где совершил на нее нападение, в ходе которого изнасиловал ее. Школьница заявила в полицию об изнасиловании, на основании чего Дженнингс был арестован. Он признал себя виновным в изнасиловании и был осужден. За время заключения Дженнингс заслужил репутацию примерного заключенного и заработал положительные характеристики, на основании чего получил условно-досрочное освобождение и вышел на свободу в начале 1966 года. Весной 1966 года он на пляже реки Кингс совершил нападение на Дейла Дрейка и Мэри Ричардсон, в ходе которого под угрозой оружия изнасиловал девушку и избил мужчину, в результате чего Дрейк получил серьезную черепно-мозговую травму и переломы костей рук. После изнасилования Мэри Ричардсон удалось сбежать от преступника, после чего сам Дженнингс  также бежал с места преступления. Однако, так как семейная пара запомнила автомобильный номер машины Дженнингса, его личность вскоре была установлена и он был арестован. Он был признан виновным за нарушение условий досрочного освобождения, в совершении нападения и изнасилования, после чего снова был этапирован в тюрьму, где находился до 1977 года. Во время заключения Уилбур Дженнингс познакомился с Бетти Баррелл. После освобождения он предложил ей сожительствовать, но она отказалась. Через несколько дней Дженнингс явился на порог ее дома и совершил на нее нападение с ножом в руке, Бетти Баррелл оказала ожесточенное сопротивление, вследствие чего на шум явились ее сыновья с бейсбольными битами и вступили в драку с Дженнингсом, после чего он сбежал. Он снова был объявлен в розыск, но сумел скрыться. Некоторое время спустя он проник в дом соседки Баррелл по имени Розмари Грэм, где, угрожая оружием ей и ее мужу Генри Джонсу, узнал новое место жительства Бетти Баррелл и потребовал Джонса отвезти его к дому Баррелл. Однако через несколько минут автомобиль был остановлен сотрудниками полиции на одной из автострад, после чего Дженнингс был арестован и ему были предъявлены новые обвинения. В обмен на снятие обвинений в совершении нападения на Бетти Баррелл он признал себя виновным в нападении на Джонса с применением огнестрельного оружия и раскаялся в содеянном, на основании чего получил незначительный срок лишения свободы, который он отбывал в окружной тюрьме.

## Серия убийств
После освобождения Уилбур Дженнингс вернулся в Сельму к родственникам и нашел работу. В этот период он стал много времени проводить среди сутенеров и проституток, с рядом из которых он периодически сожительствовал. 21 августа 1983 года Дженнингс  заманил в свой автомобиль проститутку Карен Робинсон, которую он отвез на окраину города, где совершил на нее нападение, в ходе которого она была изнасилована и убита. Полуобнаженное тело Робинсон с признаками сексуального насилия было обнаружено на следующий день в одной из ирригационных канав. В ходе вскрытия было установлено, что причиной смерти стало утопление в водах канала. Перед смертью жертве было нанесено множество ударов тупым предметом по голове, которые вызвали черепно-мозговую травму и обильное кровотечение. В результате осмотра места преступления была обнаружена пустая пивная банка марки «Budweiser». В ходе расследования сутенер погибшей заявил полиции, что за день до исчезновения Робинсон разговаривала с Уилбуром Дженнингсом, который был ему знаком и владел автомобилем красного цвета марки Форд. Ряд других свидетелей заявили, что в день исчезновения девушка села в автомобиль, похожий по описанию на автомобиль Дженнингса, благодаря чему он попал под подозрение полиции и был допрошен. Однако в ходе допроса никаких доказательств, изобличающих его в совершении убийства, найдено не было, вследствие чего его вынуждены были отпустить.
21 июля 1984 года Дженнингс посетил в Сельме местный бар «Hunt's Club», где встретил свою знакомую по имени Жаклин Фрейзер, которая была замечена в занятии проституцией. Заплатив девушке за предоставление сексуальных услуг, он отвез ее на окраину города, где избил тупым предметом по голове, изнасиловал, подверг содомии и утопил в одном из каналов. Ее частично обнаженное тело со следами сексуального насилия было найдено через три дня после исчезновения. В ходе осмотра места преступления были обнаружены нижнее белье жертвы и несколько пустых пивных банок марки «Budweiser». В ходе расследования в число подозреваемых попали несколько человек, в том числе Уилбур Дженнингс, который бал замечен одним из посетителем бара, разговаривающим с убитой поздно вечером того дня на улице возле бара.
15 августа 1984 года Дженнингс на территории города Фресно посадил в свой автомобиль проститутку по имени Ольга Кэннон. Он отвез ее на окраину города, где изнасиловал и избил, после чего также сбросил ее труп в одну из канав. В ходе расследования ее исчезновения в полицию обратились несколько человек, которые заявили, что Уилбур Дженнингс, будучи знакомым с погибшей и частым ее клиентом, незадолго до ее исчезновения высказывал намерение совершить убийство Кэннон из-за спора по поводу оплаты ее сексуальных услуг, после того как выяснилось, что Ольга Кэннон требовала с него в качестве оплаты услуг — 25 долларов, в то время как с клиентов латиноамериканского происхождения — всего лишь 15 долларов. Один из знакомых девушки и Дженнингса заявил, что видел обоих во время разговора, который состоялся за день до исчезновения девушки. На основании этих свидетельств Дженнингс в очередной раз был задержан и подвергнут допросу. Он отрицал свою причастность к исчезновению девушки, так как ее труп к тому времени обнаружен не был, его в конечном итоге вынуждены были отпустить. Скелетированные останки Ольги Кэннон были обнаружены в одной из ирригационных канав на окраине Фресно только лишь 8 декабря 1984 года. Из-за высокой степени разложения тела причину ее смерти установить не удалось, хотя в ходе судебно-медицинской экспертизы было установлено, что у нее была сломана нижняя челюсть. Недалеко от места обнаружения останков также были найдены несколько пустых пивных банок марки «Budweiser».
12 сентября 1984 года Уилбур Дженнингс явился в дом своей знакомой по имени Линда Джонсон, которая приходилась сестрой его друга Фленарда Джонсона. Дженнингс имел с девушкой сексуальные отношения прежде, но в этот раз получил отказ, после чего между ними произошла ссора, в ходе которой он изнасиловал ее. После изнасилования Дженнингс нанес ей 18 ударов по голове стальным обрезком трубы, после чего при содействии своего друга Леонарда Хатчисона погрузил труп Джонсон в ее машину и отвез ее на окраину города Фресно, где сбросил труп в одну из ирригационных канав. С целью сокрытия следов преступления Дженнингс вернулся в дом Джонсон, где поджег дом и ее автомобиль. Тело девушки было обнаружено в тот же день, после чего в полицию обратился брат Дженнингса, который заявил, что Уилбур со следами борьбы на своем теле признался ему в совершении убийства Кэннон и других девушек. Дженнигс был найден в тот же день в своем доме в состоянии алкогольного опьянения. Во время допроса на его лице были обнаружены ссадины и царапины, происхождение которых он не смог объяснить, а также одежда с пятнами бензина на ней. Он не смог предоставить алиби на момент убийствы Линды Джонсон, после чего  был доставлен в полицейский участок, где ему были предъявлены обвинения. В ходе осмотра его апартаментов и салона его автомобиля были обнаружены бейсбольная бита с засохшими пятнами крови, обрезок оцинкованной трубы, три кольца, которые впоследствии были идентифицированы родственниками и знакомыми Жаклин Фрейзер как принадлежащие ей и кошелек коричневого цвета, который принадлежал Ольге Кэннон и был опознан ее родными. После убийства Джонсон в полицию обратился его коллега Дэвид Пулли, который сообщил о том, что в день убийства девушки, по окончании рабочего дня, Дженнингс также заявил намерение убить Линду Джонсон, после чего купил несколько банок пива «Budweiser» и канистру бензина.

## Суд
Судебный процесс открылся в 1986 году. Основной доказательной базой обвинения стали найденные в ходе обыска вещи и предметы, которые были идентифицированы родственниками погибших, бейсбольная бита и обрезок стальной трубы, с пятнами крови, которые соответствовали группам крови погибших и по версии следствия являлись орудиями убийств, показания родственников, друзей и знакомых Уилбура Дженнингса, а также показания знакомых убитых девушек, которые выступили в суде в качестве свидетелей обвинения.
Сам Дженнингс на протяжении всего судебного процесса настаивал на своей невиновности и обвинял прокуратуру в оказании давления на свидетелей и принуждении их к даче ложных показаний.
Тем не менее, 20 ноября 1986 года, Уилбур Дженнингс был признан виновным по всем обвинениям, после чего получил в качестве уголовного наказания смертную казнь.

## Смерть
После осуждения Уилбур Дженнингс был этапирован в камеру смертников тюрьмы Сан-Квентин, где он провел все последующие годы жизни в ожидании исполнения смертного приговора. В октябре 2005 года, в результате ДНК-экспертизы, была доказана причастность Дженнингса к совершению убийства 76-летней Кларис Рейнке, которая была изнасилована и убита на территории города Фресно в июне 1983 года, а также доказана причастность к совершению убийства 17-летней  Дебры Чендлер, которая была изнасилована и убита в июле 1981 года. Тело Чендлер, как и тела других жертв Дженнингса, было обнаружено в одной из ирригационных канав на окраине города Фресно. На трупе Кларис Рейнке помимо биологических следов Дженнингса были обнаружены биологические следы другого человека. В ходе ДНК-экспертизы его личность также была установлена, им оказался 64-летний Элвин Джонсон, который отбывал уголовное наказание за совершение изнасилования и убийства на территории штата Юта. Дженнингсу были предъявлены новые обвинения, но он не признал свою причастность ни к одному из эпизодов и заявил, что результаты ДНК-экспертизы сфальсифицированы. К тому времени у него начались проблемы со здоровьем. У Уилбура Дженнингса были диагностирован рак простаты и диабет, по причине чего судебный процесс по обвинению в совершении  убийств Чендлер и Кларис Рейнке постоянно переносился.
В конечном итоге уголовное дело об убийстве 17-летней Дебры Чендлер в конце 2013 года было передано в суд, в связи с чем Уилбур Дженнингс покинул территорию тюрьмы Сан-Квентин и был этапирован в окружную тюрьму «Sacramento County Main Jail», расположенную в городе Сакраменто, где он умер 11 февраля 2014 года в возрасте 73 лет из-за осложнений имевшихся заболеваний в ожидании открытия судебного процесса.